# تقرير فني
التقرير الفني (Technical report) ويسمى كذلك بالتقرير العلمي هو مستند يصف الطريقة أو النتائج أو التقدم في بحث فني أو علمي أو حالة مسألة بحث تقني أو علمي. قد يتضمن أيضًا توصيات واستنتاجات البحث. على عكس المؤلفات العلمية الأخرى، مثل الدوريات العلمية ووقائع بعض المؤتمرات الأكاديمية، نادرًا ما تخضع التقارير الفنية لمراجعة النظراء المستقلة الشاملة قبل النشر. يمكن اعتبارها أدبًا رماديًا. عندما تكون هناك عملية مراجعة، غالبًا ما تقتصر على المنظمة المبدعة له. وبالمثل، لا توجد إجراءات نشر رسمية لمثل هذه التقارير، إلا إذا تم ذلك داخليا.

## الوصف
تعد التقارير الفنية اليوم مصدرًا رئيسيًا للمعلومات العلمية والتقنية. ويتم إعدادها للتوزيع الداخلي أو على نطاق أوسع من قبل العديد من المنظمات، والتي يفتقر معظمها إلى مرافق التحرير والنشر واسعة النطاق اوالمتوفرة لدى الناشرين التجاريين.
غالبًا ما يتم إعداد التقارير الفنية لرعاة المشاريع البحثية. وهناك حالة أخرى حيث يتم إعداد التقرير الفني عندما يتم إنتاج معلومات كثيرة لورقة أكاديمية أكثر من المقبول أو عندما غير مجدية للنشر بـ مراجعة النظراء، تتضمن الأمثلة على ذلك تفاصيل تجريبية متعمقة أو نتائج إضافية أو بنية نموذج كمبيوتر. قد ينشر الباحثون أيضًا عملًا بصورة مبكرة كتقرير فني لترسيخ حداثة، دون الحاجة إلى انتظار جداول تحضير طويلة الدوريات الأكاديمية. تعتبر التقارير الفنية منشورات «غير أرشيفية» ، وبالتالي يمكن نشرها في مكان آخر مثل أماكن مراجعة النظراء مع أو بدون تعديل.

## إرشادات اللتحضير
- قدم المعيار الدولي ISO 5966 إرشادات حول إعداد التقارير الفنية التي يتم نشرها وأرشفتها على الورق.
- نشرت اللجنة التوجيهية الدولية للأدب الرمادي (GLISC) في عام 2006 مبادئ توجيهية لإنتاج التقارير العلمية والتقنية.[بحاجة لمصدر] تم اقتباس هذه التوصيات من المتطلبات الموحدة للمخطوطات المقدمة إلى الدوريات الطبية الحيوية، التي تحضُرها اللجنة الدولية لمحرري المجلات الطبية (ICMJE) - المعروفة باسم «أسلوب فانكوفر».

## النشر
يتم حاليا نشر التقارير الفنية إلكترونياً بشكل عام على الإنترنت.
تجمع العديد من المنظمات تقاريرها الفنية على صورة سلسلة رسمية. ثم يتم تعيين معرّفات للتقارير (رقم التقرير ورقم المجلد) وصفحة غلاف مشتركة. يتم تعريف السلسلة بأكملها بـ رقم الدوريات المعياري الدولي.